# 巴劳
巴劳（義大利語：Ballao），是意大利撒丁大区南撒丁省的一个市镇。总面积46.68平方公里，人口907人，人口密度19.4人/平方公里（2009年）。ISTAT代码为092004。